# بادي الكسندر
بادي الكسندر (بالإنجليزية: Buddy Alexander)‏ هو لاعب غولف أمريكي، ولد في 20 فبراير 1953 في سانت بيترسبرغ في الولايات المتحدة.